# Wappen der Volksrepublik China

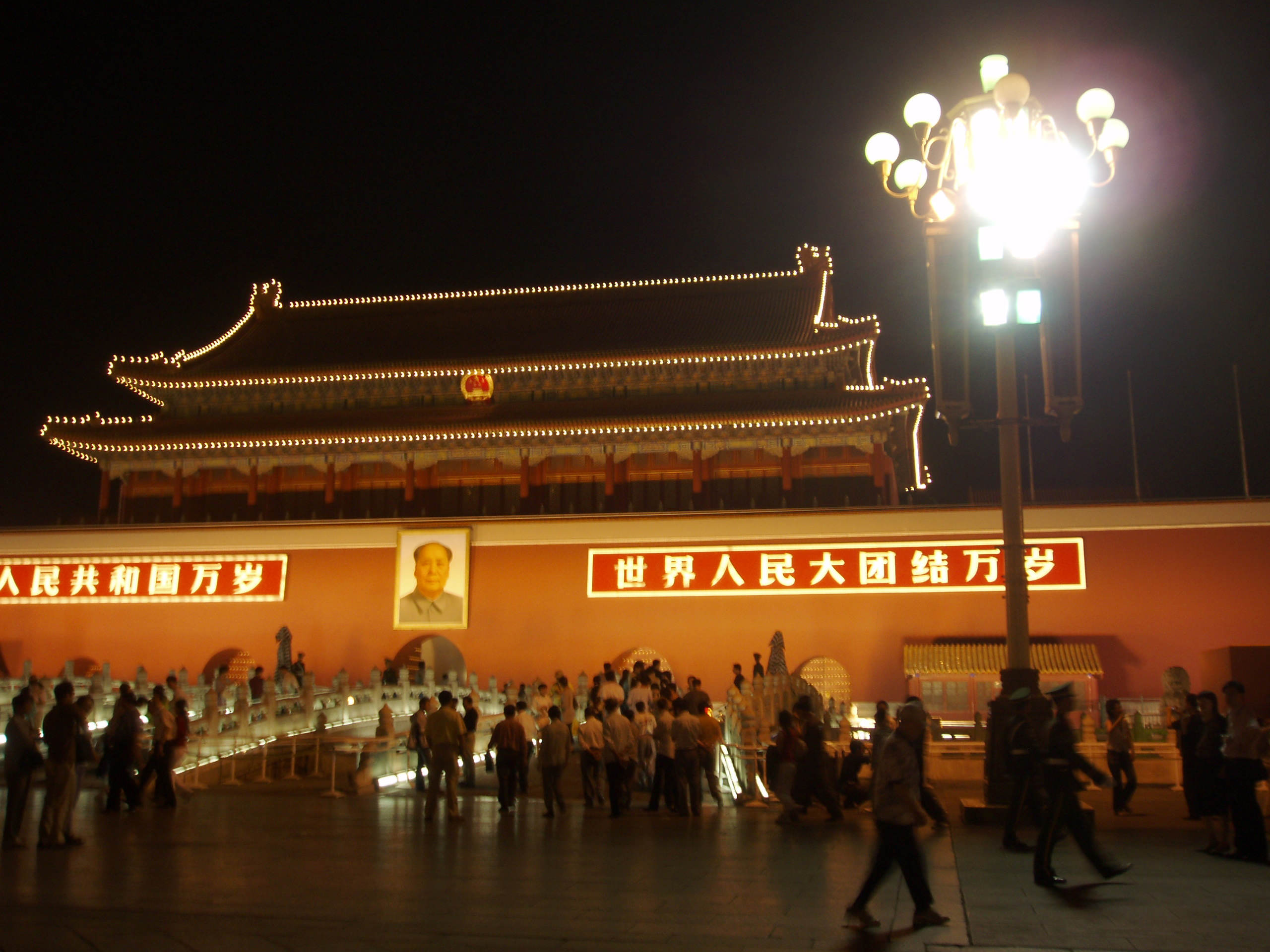
Tor des Himmlischen Friedens mit Staatswappen

Das Wappen der Volksrepublik China wurde im Jahr 1950 angenommen.

## Beschreibung
Das Wappen der Volksrepublik China (chinesisch: 中华人民共和国国徽; Pinyin: Zhōnghuá Rénmín Gònghéguó guóhuī) ist an das Staatswappen der Sowjetunion angelehnt und zeigt in Rot das goldene Tor des Himmlischen Friedens, erleuchtet von vier goldenen facettierten fünfzackigen Sternen, die um einen größeren Stern einen Halbkreis bilden.
Es gibt unterschiedliche Deutungen, wofür die vier Sterne stehen. So stehen laut Fischer Weltalmanach 2006 die vier kleinen Sterne für Arbeiter, Bauern, Kleinbürger und patriotische Kapitalisten. Die Originalbeschreibung des Gestalters der Flagge Zeng Liansong sieht hingegen die allgemeine Bourgeoisie durch den vierten Stern repräsentiert.
Umrahmt wird das kreisförmige Wappen von einem goldenen gebundenen Ährenkranz mit einem goldenen Zahnrad und einem roten drapierten Fahnentuch als unteren Abschluss.

## Symbolik
Das Tor des Himmlischen Friedens ist der südliche Zugang zur Verbotenen Stadt, von dessen Balustrade aus Mao Zedong am 1. Oktober 1949 die Volksrepublik China ausrief.
Der große Stern symbolisiert die Kommunistische Partei, die vier kleineren Sterne symbolisieren die „vier Klassen“ auf die sich die politische Macht der Volksrepublik China stützen soll: 
- Arbeiter,
- Bauernstand,
- Intellektuelle
- die nationale Bourgeoisie (Unternehmer, die sich seit dem Krieg gegen Japan in den 30er und 40er Jahren auf die Seite der Kommunisten gestellt hatten)

Diese vier Begriffe kennzeichnete Mao Zedong in einer Rede aus dem Jahr 1949 als die vier Gruppierungen, aus denen sich das chinesische Volk zusammensetze. Die Anordnung der Sterne um den großen Stern, der die Mitte bildet, zeigt, dass sich die Einheit durch ein Zentrum bilden soll.
Zudem hat die Zahl fünf auch eine traditionelle Bedeutung. Traditionell spricht man von fünf Herrschern, fünf Farben, fünf Elementen, fünf Tugenden, fünf Sorten und historisch von fünf Teilen Chinas: das eigentliche China, die Mandschurei, die Mongolei, Xinjiang und Tibet.
Die Ähren aus Weizen und Reis symbolisieren abermals die Bauern, das Zahnrad die Arbeiterschaft. Ein Hinweis auf die Intelligenz, wie zum Beispiel im Wappen der DDR durch den Zirkel, gibt es im Wappen der Volksrepublik China nicht.

## Geschichte

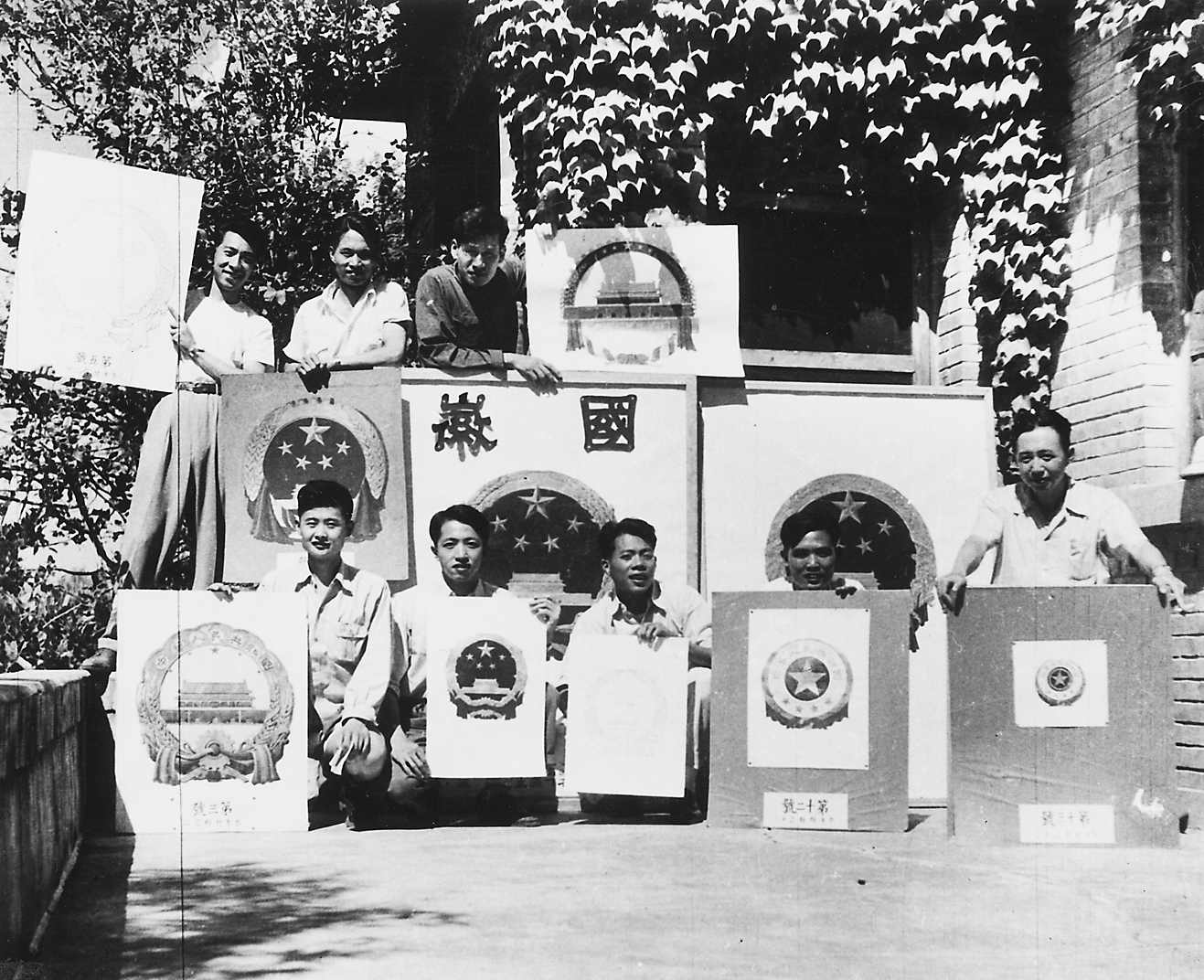
Frühe Entwürfe der Staatswappen

Das Staatswappen der Volksrepublik China wurde am 23. Juni 1950 von der Politischen Konsultativkonferenz des chinesischen Volkes angenommen. In der offiziellen deutschen Übersetzung der chinesischen Verfassung von 1982 heißt es:

„Das Staatswappen der Volksrepublik China zeigt in der Mitte das von fünf Sternen überstrahlte Tor des Himmlischen Friedens, umgeben von einem Ährenkranz, darunter ein Zahnrad.“

Kurz vor der Gründung der Volksrepublik China im Jahr 1949 wurden die Qinghua-Universität und das Zentrale Institut für bildende Kunst beauftragt, eine Sondergruppe zum Entwurf eines Staatswappens zu gründen. Durch Vergleiche der eingesandten Vorschläge entschied man sich für einen Entwurf, den die Professoren der Qinghua-Universität und des Zentralen Instituts für bildende Kunst ausarbeiteten.
Dieser Wappenentwurf und seine Erläuterung wurde am 18. Juni 1950 in der zweiten Plenartagung der Konsultativkonferenz angenommen und am 20. September 1950 auf Befehl Mao Zedongs bekanntgegeben.
Zur Entstehung des Staatswappens wird folgende Anekdote überliefert:
Im Winter 1942 war Zhou Enlai zu Gast bei Song Qingling in Chongqing und sah auf dem Tisch zwei Getreideähren liegen, die Bauern geschickt hatten. Auf die Bemerkung, diese Ähren seien wie Gold, meinte Song Qingling:

„Sie sind wertvoller als Gold! 80 Prozent der chinesischen Bevölkerung sind Bauern. Wenn es Jahr für Jahr reiche Ernte gibt, kann das Volk ein Leben in Wohlstand führen.“

Zhou Enlai äußerte dazu:

„Wenn unser Land befreit ist, müssen wir die Ähren in das Staatswappen aufnehmen.“

Als das Staatswappen der Volksrepublik China entworfen wurde, brachte Zhou Enlai als Ministerpräsident diesen Vorschlag ein, der dann auch umgesetzt wurde.